# Geodha Gharran Buidhe
Geodha Gharran Buidhe – niewielki półwysep na Hirta w archipelagu St Kilda. Położony jest na średniej wysokości 3,8 m n.p.m.